# Fale Fatu
Fale Fatu (Falefatu) – niewielka wyspa położona na Oceanie Spokojnym, w archipelagu Tuvalu, w południowej części atolu Funafuti.